# José Bustamante (calciatore 1907)
José Bustamante (1907) è stato un calciatore boliviano, di ruolo attaccante.

## Carriera
Partecipò al Mondiale del 1930 con la Nazionale boliviana.